# Molí fariner Moscavera
El Molí fariner Moscavera és una obra de Navès (Solsonès) inclosa a l'Inventari del Patrimoni Arquitectònic de Catalunya.

## Descripció
Al municipi de Navès, a sota de la carretera C-26 de Solsona a Berga i a tocar del barranc d'Aiguadora hi ha el Molí de Moscavera que funcionava com a molí i habitatge. La masia aïllada consta d'un volum principal de planta rectangular, format per un nivell en part soterrat a causa del desnivell del terreny, planta baixa, dos pisos i coberta a doble vessant amb carener perpendicular a la façana principal. A les façanes oposades té adherits sengles cossos quadrangulars d'una planta. El cos de la façana que dona a la carretera té doble vessant i el de la façana oposada té una sola vessant. En aquesta última façana s'observen múltiples obertures de tipologia diversa que estan distribuïdes d'una forma més o menys simètrica. Al primer nivell trobem un portal adovellat i una porta amb llinda i brancals de pedra, que donen a balcons en voladís al segon nivell. Entre aquestes obertures destaca una finestra amb arc adovellat de mig punt i impostes. En el tercer nivell hi ha una renglera de quatre balcons en voladís emmarcats amb maons distribuïts de forma regular. En el quart i últim nivell, a la part central destaca una sèrie de tres balcons ampitadors units per pilars amb arc apuntat i coronats per sengles obertures en forma de rombe amb emmarcaments de maó.
El mur és de paredat arrebossat i als angles presenta carreus més grans i escairats.
Hi ha una bassa que dona a una façana lateral que a través de la força hidràulica permetia posar en funcionament el molí.

## Història
Els molins hidràulics fariners són un referent de l'activitat econòmica i social del passat dels masos i nuclis rurals escampats entre el Berguedà i el Solsonès. Hi ha documentació del segle xii que ja parla de l'aprofitament de l'energia hidràulica per moure molins, serradores i ferreries a la Vall d'Ora (Navès) mencionant els molendini accionats per la força del riu Aiguadora. També es troben altres molins fariners del riu Aiguadora com el de Ca l'Ambròs, cal Guirre, Can Feliu, el vell de Canaleta i el Nou de Postils. Sovint aquests molins tenien serradores i ferreries annexes.
El molí de Moscavera va estar en funcionament fins a l'any 1970 i disposava d'un molí fariner, una serradora i una forja o ferreria.